# Glorimar Ortega
Glorimar Ortega Negrón (Bayamón, 21 novembre 1983) è una pallavolista portoricana, palleggiatrice nelle Grises de Humacao.

## Carriera

### Club
La carriera di Glorimar Ortega inizia ad undici anni con la Bayamón MA. Appena sedicenne inizia la carriera professionistica con le Chicas de San Juan, nella Liga de Voleibol Superior Femenino 2000. In seguito approda alle Gigantes de Carolina nella Liga de Voleibol Superior Femenino 2004, con le quali si aggiudica subito lo scudetto, ripetendosi anche nella Liga de Voleibol Superior Femenino 2006, venendo anche eletta MVP delle finali.
Nelle stagioni 2007-08 e 2008-09 fa le sue prime esperienze all'estero, con club francese dello SF Paris Saint-Cloud. Ritorna a Porto Rico per la Liga de Voleibol Superior Femenino 2010, vestendo la maglia delle Criollas de Caguas, con le quali conquista lo scudetto nell'edizione seguente del torneo.
Dopo una pausa per maternità, torna in campo nella Liga de Voleibol Superior Femenino 2013 con le Criollas de Caguas, che lascia nel corso dell'annata per approdare alle Pinkin de Corozal. Nella Liga de Voleibol Superior Femenino 2014 approda a stagione in corso alle Lancheras de Cataño, che lascia durante la Liga de Voleibol Superior Femenino 2015, quando viene ceduta alle Changas de Naranjito.
Dopo una stagione con le Indias de Mayagüez, difende nella Liga de Voleibol Superior Femenino 2017 i colori delle Orientales de Humacao. Ritorna quindi in campo nella Liga de Voleibol Superior Femenino 2019 con le Polluelas de Aibonito, mentre nel campionato seguente gioca nuovamente per le Criollas de Caguas.
Nonostante le iniziali intenzioni di abbandonare la pallavolo giocata, torna sui suoi passi a tre giorni dall'inizio della Liga de Voleibol Superior Femenino 2021, quando sostituisce Génesis Viera, procuratasi una frattura alla mano destra, nelle Grises de Humacao.

### Nazionale
Nel 2004 debutta in nazionale, con cui vince la medaglia di bronzo ai XX Giochi centramericani e caraibici; nel 2010 invece è finalista con la nazionale ai XXI Giochi centramericani e caraibici.

## Palmarès

### Club
- Campionato portoricano: 3

2004, 2006, 2011

### Nazionale (competizioni minori)
- Giochi centramericani e caraibici 2006
- Giochi centramericani e caraibici 2010

### Premi individuali
- 2006 - Liga de Voleibol Superior Femenino: MVP della finale